# Ancita lineola
Ancita lineola är en skalbaggsart som först beskrevs av Newman 1851.  Ancita lineola ingår i släktet Ancita och familjen långhorningar. Inga underarter finns listade i Catalogue of Life.